# Diz Minnitt
Diz Minnitt (Aylesbury, 23 settembre 1953) è un bassista e compositore britannico noto per la sua militanza in band quali i Mandoki Soulmates, i Marillion, e nella band di Fish, nonché per la sua carriera solista.

## Biografia
Iniziò a suonare la chitarra all'età di 15 anni, quando suo fratello maggiore lo portò a vedere 2001: Odissea nello spazio; negli anni successivi passò al basso, appassionandosi a band quali Hawkwind, King Crimson e Pink Floyd.

## Carriera
Inizia la sua carriera come musicista itinerante, suonando per vari locali dell'area londinese, e nel 1979 si unisce alla band neoprogressive Marillion, dalla quale si dividerà nel 1982, e formerà i Pride of Passion, insieme al suo vecchio compagno di band Brian Jelliman.
Dal 2001 al 2005 fece inoltre parte della band fusion Mandoki Soulmates.

## Discografia

### Solista
- 1989 - New Passions
- 2004 - Prog rock:The Ultimate Collections

### Con i Mandoki Soulmates
- 2002 - Soulmates
- 2003 - Soulmates Classics
- 2004 - Soulmates Legends of Rock

### Con i Pride of Passion
- 1985 - Pride of Passion
- 1987 - Favourite Pleasure

### Collaborazioni (parziale)
- 1994 – Suits - Fish
- 1997 – Sunsets on Empire - Fish
- 2001 – Fellini Days - Fish